# Provinces de l'Atlantique
Ne doit pas être confondu avec Provinces maritimes.
Les provinces de l'Atlantique, ou le Canada atlantique, est le nom donné aux quatre provinces de l'Est du Canada sur la côte est et atlantique du Canada. Ces provinces sont le Nouveau-Brunswick, la Nouvelle-Écosse, l'Île-du-Prince-Édouard et Terre-Neuve-et-Labrador.
À la différence des provinces maritimes, les provinces de l'Atlantique incluent Terre-Neuve-et-Labrador. Bien qu'ils représentant deux réalités bien distinctes, ces deux concepts régionaux sont souvent confondus.

## Provenance du terme
Le premier premier ministre de Terre-Neuve, Joey Smallwood, définit ce terme lorsque le Dominion de Terre-Neuve joignit le Canada en 1949.
Il considérait que provinces maritimes constituaient une entité culturelle distincte. Elles avaient surtout intégré la Confédération canadienne bien avant Terre-Neuve puisque la Nouvelle-Écosse et le Nouveau-Brunswick l'avait fait dès 1867 et l'Île-du-Prince-Edouard, en 1873.
Il désirait ainsi créer un nouveau concept pour marquer la profonde mutation que représentait l'ajout de Terre-Neuve.

## Population
| Province                            | Population (2016) |
| ----------------------------------- | ----------------- |
| Nouvelle-Écosse                     | 923 598           |
| Nouveau-Brunswick                   | 747 101           |
| Terre-Neuve-et-Labrador             | 519 716           |
| Île-du-Prince-Édouard               | 142 907           |
| Total des provinces de l'Atlantique | 2 333 322         |

## Plus grandes municipalités
| Municipalité  | Province                | Population (2011) |
| ------------- | ----------------------- | ----------------- |
| Halifax       | Nouvelle-Écosse         | 390 328           |
| Saint-Jean    | Terre-Neuve-et-Labrador | 196 966           |
| Moncton       | Nouveau-Brunswick       | 107 086           |
| Saint-Jean    | Nouveau-Brunswick       | 127 761           |
| Cap Breton    | Nouvelle-Écosse         | 101 619           |
| Frédéricton   | Nouveau-Brunswick       | 94 268            |
| Charlottetown | Île-du-Prince-Édouard   | 64 487            |
| Truro         | Nouvelle-Écosse         | 45 888            |
| New Glasgow   | Nouvelle-Écosse         | 35 809            |
| Corner Brook  | Terre-Neuve-et-Labrador | 27 202            |
| Kentville     | Nouvelle-Écosse         | 26 359            |

## Drapeaux provinciaux

Nouveau-Brunswick
Île-du-Prince-Édouard
Nouvelle-Écosse
Terre-Neuve-et-Labrador